# Рахиня
Рахи́ня (укр. Рахиня) — село в Долинской городской общине Калушского района Ивано-Франковской области Украины.
Население по переписи 2001 года составляло 1144 человека. Занимает площадь 14,56 км². Почтовый индекс — 77514. Телефонный код — 3477.